# Perkoenpaal
Een perkoenpaal is een rondhouten paal van grenen- of eikenhout. Ook enkele andere houtsoorten komen voor.
Perkoenpalen kunnen dienen voor omheiningen en afscherming van terreinen, maar geïmpregneerde perkoenpalen worden vooral toegepast op dijkglooiingen en strandhoofden met het doel om de oever te beschermen. Proefnemingen hebben geleerd dat perkoenpalen niet geschikt zijn als golfbreker.